# Sáo mỏ trắng
Sáo mỏ trắng (danh pháp khoa học: Onychognathus albirostris) là một loài chim trong họ Sturnidae.
Sáo mỏ trắng sinh sống ở Eritrea và Ethiopia.